# Fremont (Nebraska)
Pour les articles homonymes, voir Fremont.
Fremont est une ville américaine, siège du comté de Dodge, dans le nord-est du Nebraska. 
La ville a été fondée en 1856 et doit son nom à John Charles Frémont, explorateur et homme politique américain.
Un hôtel explosa en plein centre de la ville à la suite d'une fuite de gaz le 10 janvier 1976 et fit 18 victimes et de nombreux dégâts.
La ville se trouve entre les rivières Platte et Elkhorn, à 60 km au nord-ouest d'Omaha et à 80 km au nord-est de Lincoln.

## Démographie
Sa population était en 2020 de 27 141 habitants.